# Щербакова Ольга Миколаївна
Ольга Миколаївна Щербакова (рос. Ольга Николаевна Щербакова, 19 лютого 1959) — російська архітекторка, головна архітекторка Таганрога.

## Життєпис
У 1979 році закінчила у Новокузнецьку Сибірський металургійний інститут ім. С. Орджонікідзе за фахом «Промислове і цивільне будівництво» з присвоєнням кваліфікації «інженер-будівельник».
З 1991 по 2001 рік працювала в Матвєєв-Кургані головним архітектором в адміністрації району.
З 2001 по 2012 рік працювала заступником голови комітету з архітектури і містобудування Таганрога.
З 2012 по 2013 рік працювала архітектором в таганрозькій проектній фірмі ЗАТ «Приазовський будівельний центр».
В жовтні 2013 року призначена на посаду голови комітету з архітектури та містобудування — головного архітектора Таганрога.

## Ініціативи на посаді головного архітектора Таганрога
- Ольгою Щербаковою внесено пропозицію збудувати нову будівлю Гімназії № 2 ім. А. П. Чехова, замість знесеної в 2013 році, на місці цирку-шапіто біля Центрального ринку[4].
- Після багаторічного безуспішного пошуку місця для стели «Місто військової слави», Ольга Щербакова запропонувала досить радикальне рішення: стелу слід встановити перед входом в будівлю Адміністрації Таганрога[4].